# Linuo Power Group
 (octobre 2012).
Linuo Power Group est une société fournisseur majeur de systèmes de production d'électricité solaire photovoltaïque basé dans la province du Shandong (est de la Chine).
Cette société a permis la mise en service en 2011 de la plus grande centrale solaire photovoltaïque du Tibet, et ce pour un montant d'environ 122 millions de $.